# سلستیکال امپایر (کلیپر)
سلستیکال امپایر (کلیپر) (به انگلیسی: Celestial Empire (clipper)) یک کشتی بود که طول آن 193 ft. بود. این کشتی در سال ۱۸۵۲ ساخته شد.